# Ryan Randle
Ryan Terrell Randle (Duncanville, 21 aprile 1981) è un ex cestista statunitense, professionista nella NBDL.

## Palmarès
- Campione NCAA (2002)
- Coppa di Polonia: 2

Śląsk Breslavia: 2004, 2005